# 스타제이 엔터테인먼트
스타제이엔터테인먼트는 대한민국의 연예 매니지먼트 회사이다. 1996년 설립되었으며,  서울특별시 강남구 청담동에 위치하였다.

## 소속 연예인
- 이해우

## 이전 소속 연예인
- 심은하
- 소유진
- 원빈
- 장동건
- 이나영
- 이승연
- 김지수
- 김남길
- 고소영
- 양동근
- 한채영
- 이정진
- 최강희
- 윤손하
- 이진
- 이수혁
- 조현재
- 왕지혜
- 수애

## 드라마 제작
- 온리 유 (SBS, 2005년)
- 9회말 2 아웃(MBC, 2007년)
- 앙상블(2012년)
- 동네의 영웅(OCN, 2016년)